# Ichinomiya (templo)

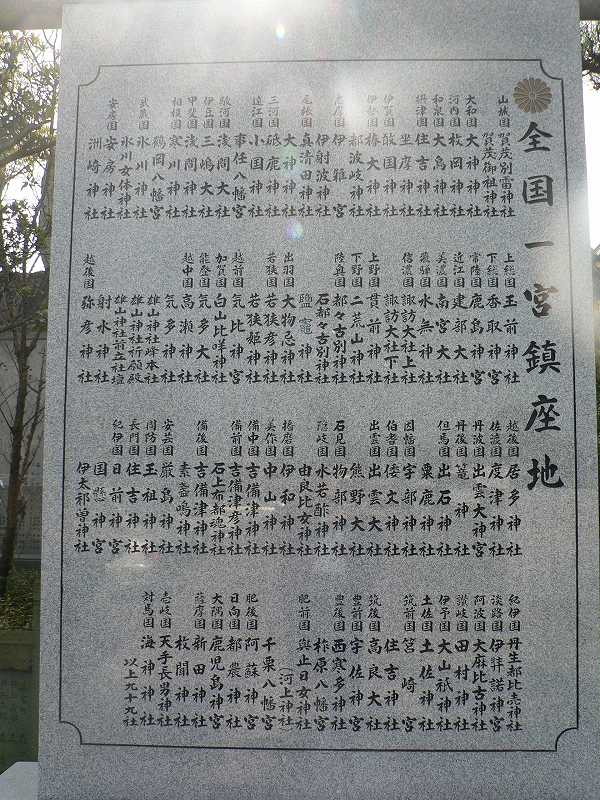
Lista de todos os Ichinomiya do Japão, Santuário Tamura, na Ichinomiya da Província de Sanuki

 Ichinomiya  (一宫 , 一の宮 ou 之一宫, , primeiro santuário) é um termo histórico que se refere ao santuário xintoísta mais importante da região (社格). 

## Origens
A primeira menção fiável do termo Ichinomiya com esta conotação pode ser encontrada no Konjaku Monogatarishū do início do Século XII. No entanto, em 1915  foi encontrado no Santuário Shitori-jinja (também chamado Shidori-jinja) em Yurihama, na província de Tottori, um vaso cilíndrico onde está gravado o termo, este vaso é datado de 1103 . 
Santuários de posição inferior são chamados Ninomiya (二宫, , segundo santuário), Sannomiya (三宫, , terceiro santuário), Shinomiya (四宫, , quarto santuário), e assim por diante .
Não está muito claro se essa classificação ocorreu devido à iniciativa dos respectivos governadores provinciais (Kokushi), ou se ela recuperava uma antiga tradição popular   de nomear Ichinomiya a cada um dos santuários mais visitados  . Parece que os governadores provinciais utilizaram esses santuários para cumprir seus deveres rituais, é por isso que às vezes são confundidos com os Sōsha (Santuários Unificados) onde todos os deuses que existiam na província eram adorados   .
Existe uma outra hierarquia de santuários conhecida como vinte e dois santuários. Há uma diferença importante na medida em que foram construídos a mando da corte imperial e, portanto, compreendem principalmente santuários da região da Capital (Região de Kansai), o que não exclui a possibilidade de que os Ichinomiya e os Sōsha sejam derivados destes .
A maioria das antigas províncias do Japão tinham uma ou mais Ichinomiya, o que deu origem a nomes de lugares, como a cidade de Owari-ichinomiya na Província de Aichi. 